# Verkhni Iónkhor
Verkhni Iónkhor (en rus: Верхний Ёнхор) és un poble de la República de Buriàtia, a Rússia, segons el cens del 2010 tenia 86 habitants.